# Tambor Nasca

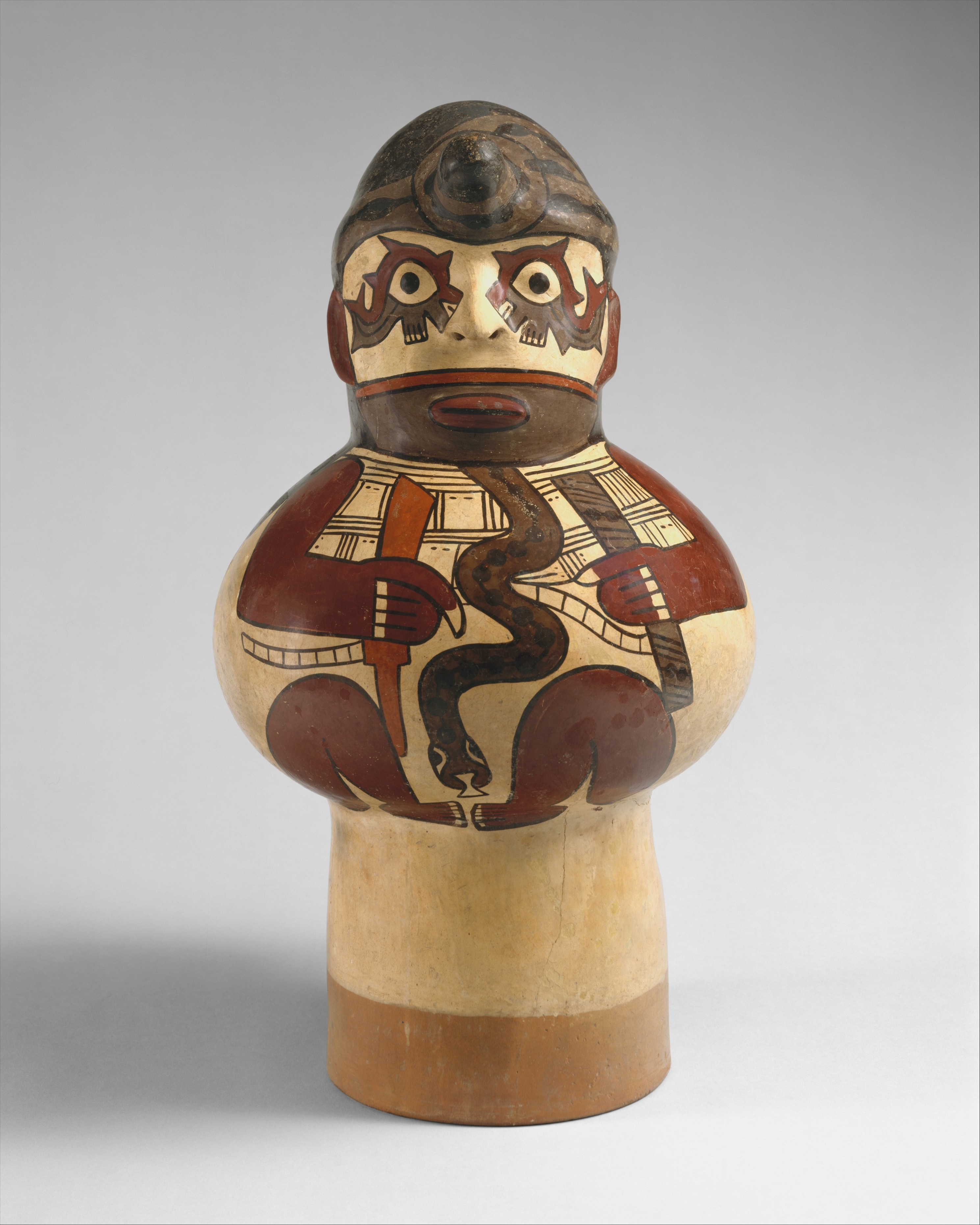
Tambor de la colección del Museo Metropolitano de Arte (Nueva York)

Un tambor ceremonial Nasca es un artefacto arqueológico e instrumento musical de percusión perteneciente a la cultura nazca que se desarrolló básicamente en los valles del actual departamento de Ica, en Perú, alrededor del siglo I y entró en decadencia en el siglo VII.

## Descripción
Los tambores o timbales eran hechos en cerámica y luego eran profusamente decorados con los típicos diseños polícromos y de motivos zoomorfos de esta cultura costeña.
La tipología más común de los tambores Nasca encontrados presentan una forma de vasija cónica o símil a una clepsidra ideal para ser apoyado en el suelo o en las piernas al ser ejecutado. Existen huacos nazca que representan a músicos en esta posición tocando el instrumento de percusión. En la boca ancha del tambor se colocaba una membrana estirada. Existen tambores más pequeños que eran ideales para ser transportados con facilidad y ser tocados apoyados bajo el brazo.
Otro modelo es el globular con representación de un chamán. En este caso los estudios señalan que los tambores eran utilizados en ceremonias religiosas y que los sonidos que los chamanes ejecutaban eran similares a los latidos del corazón para acompañar las procesiones funerarias y guiar a los difuntos al mundo de los muertos.

## Ejemplos

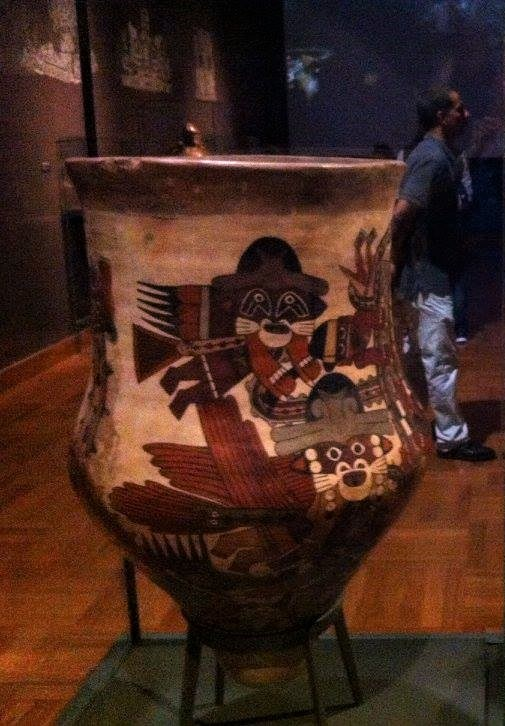
Tambor Nasca en el MALI
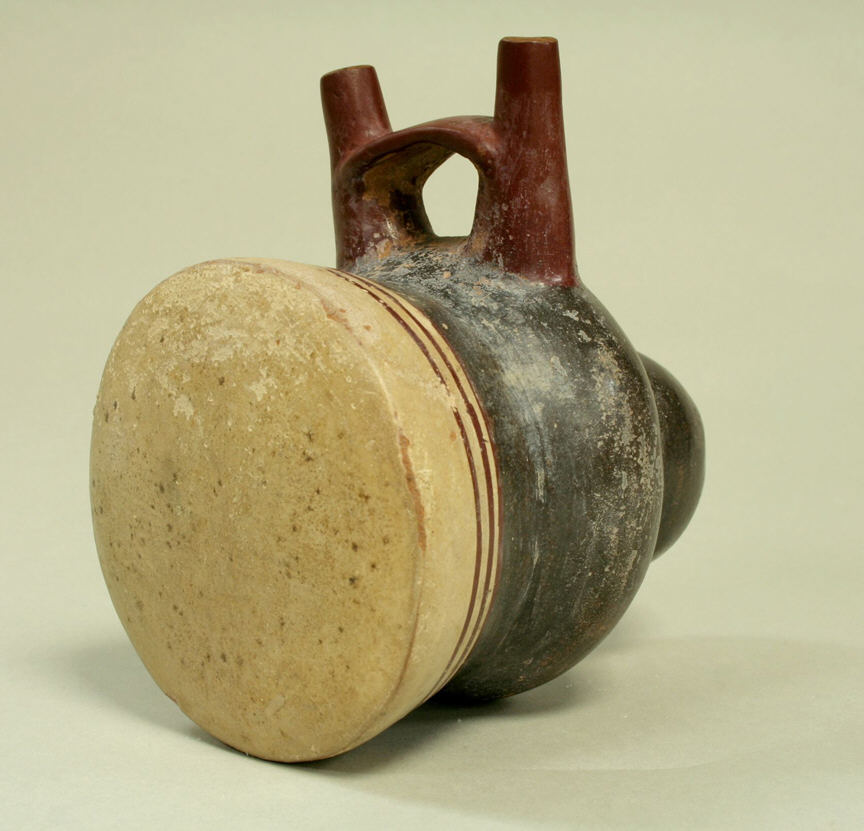
Otro tambor del MET.
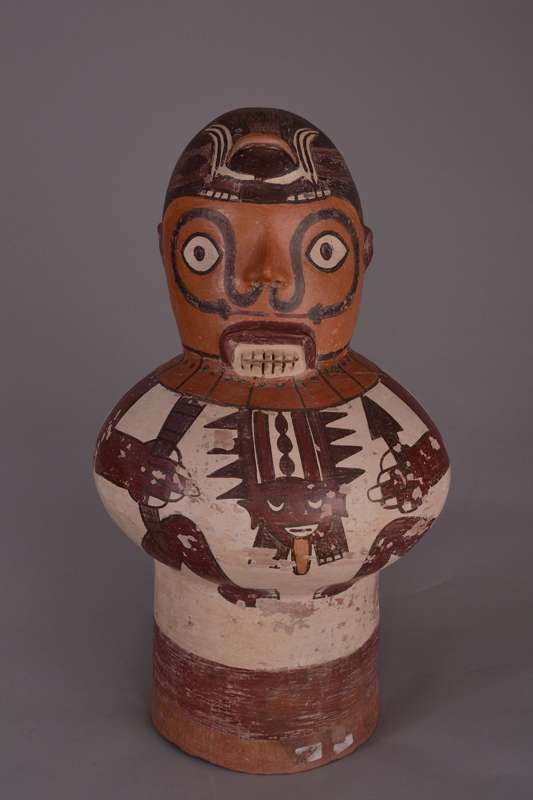
Tambor de la colección del Raccolte extraeuropee del Castello Sforzesco (Milán)